# نيتوكريس الثانية
نيتوكريس الثانية (أو نيتوكريس ب ،  المصرية : نيت قريت) كانت أميرة وكاهنة مصرية قديمة في عهد الفرعون أحمس الثاني من الأسرة السادسة والعشرين .

## سيرة شخصية
هي ابنة أحمس الثاني،  ويشهد بوجودها نقش على تمثال برونزي جالس لأمون رع يوجد الآن في معهد جامعة شيكاغو الشرقي (رقم التسجيل. E10584A-B  ) والتي فيه تمت تسميتها كاهن آمون الاكبر؛ نفس التمثال يؤكد أن زوجة آمون عنخنس نفر إب رع هي أمها أيضا. وجدير بالذكر أن لقب نيتوكريس ملحوظ للغاية لأنها آخر من حملت منصب كاهن آمون الاكبر الذي كان يتمتع بنفوذ كبير في طيبة، بالإضافة إلى أنها واحدة من اثنتين نساء فقط ممن حملن هذا اللقب.  ربما وصلت إلى هذا المنصب حوالي عام 560 قبل الميلاد.
تشير حقيقة أن عنخنس نفر إب رع هي أمها إلى أن نيتوكريس تولت منصب المتعبدة الإلهية لآمون والذي يؤدي عادة إلي منصب زوجة آمون بعد موت الأم بالتبني. ومع ذلك ، يبدو أن نيتوكريس لم تتمكن أبدًا من الوصول إلى هذا المنصب الأخير لأنه تم إلغائه بعد وقت قصير من الغزو الفارسي لمصر في 525 قبل الميلاد. 